# Aero L-39 Skyfox
Aero L-39 Skyfox (původně L-39NG – Next Generation) je podzvukový cvičný a lehký bojový letoun, vyráběný od roku 2019 českou společností Aero Vodochody. Vychází z původní aerodynamické koncepce letounu Aero L-39 Albatros, ale jeho konstrukčně a technologicky upravený trup doplňuje nové křídlo s integrální palivovou nádrží, moderní přístrojové vybavení a pohonná jednotka s vyšší životností. Podle výrobce mají být jednou z předností letounu nízké pořizovací a provozní náklady oproti výkonnějším cvičným strojům kategorie M-346 či Jak-130. Aero L-39 Skyfox (dříve L-39NG) je kromě výcviku pilotů navržen také pro plnění bitevních, hlídkových a průzkumných úkolů.
Program Albatrosu nové generace byl rozdělen do dvou fází. První z nich spočívala v zástavbě moderní avioniky a především motoru FJ44-4M do stávajících L-39, přičemž po konci životnosti těchto draků bylo možné využít pohonnou jednotku v nově vyrobených letounech. Druhá fáze zahrnovala vývoj a výrobu zcela nového L-39 Skyfox (L-39NG).
Technologický demonstrátor L-39 Skyfox (L-39NG), označovaný jako L-39CW, poprvé vzlétl 14. září 2015 s osádkou tvořenou továrními piloty Miroslavem Schütznerem a Vladimírem Kvardou. Nově vyrobený letoun L-39NG byl poprvé představen 12. října 2018 v továrně Aero ve Vodochodech. Prototyp výrobního čísla 7001 s přiděleným evidenčním číslem 0475 poprvé vzlétl 22. prosince 2018. Plánovaná sériová výroba začala v únoru 2019. Po certifikačním procesu trvajícím pět let získal letoun v roce 2022 certifikaci. Odhadovaná cena za letoun je 15 až 20 milionů amerických dolarů.
První sériové exportní kusy byly dodány vietnamskému letectvu roce 2024. Na mezinárodní konferenci Future Forces Forum, která se konala 16. října 2024 v Praze, společnost Aero Vodochody cvičný letoun pojmenovala Aero L-39 Skyfox (L-39NG).

## Vývoj a konstrukce
Na provozně i exportně úspěšné proudové cvičné letouny Aero L-39 Albatros navázaly v 90. letech stroje Aero L-39MS Albatros (L-59 Super Albatros) a Aero L-159 Alca, které však nedosáhly objemu výroby ani rozšířenosti jejich předchůdce. V roce 2013 se objevily informace o projektu nového cvičného letounu L-169 AJT (Advanced Jet Trainer) vycházejícího z L-159, ale společnost Aero Vodochody namísto toho v roce 2014 představila další generaci původního Albatrosu, letoun Aero L-39 Skyfox (L-39NG).

### Modernizace (L-39CW)
První fáze programu L-39 Skyfox (L-39NG) spočívá v nabídce modernizace stávajících Albatrosů. Tuto možnost předvedl technologický demonstrátor označený L-39CW, původně letoun L-39CA trupového čísla 2626. Největšími změnami byla jednak výměna zastaralého sovětského (resp. ukrajinského) motoru Ivčenko AI-25TL za moderní americkou pohonnou jednotku Williams International FJ44-4M, jednak zástavba moderní avioniky.

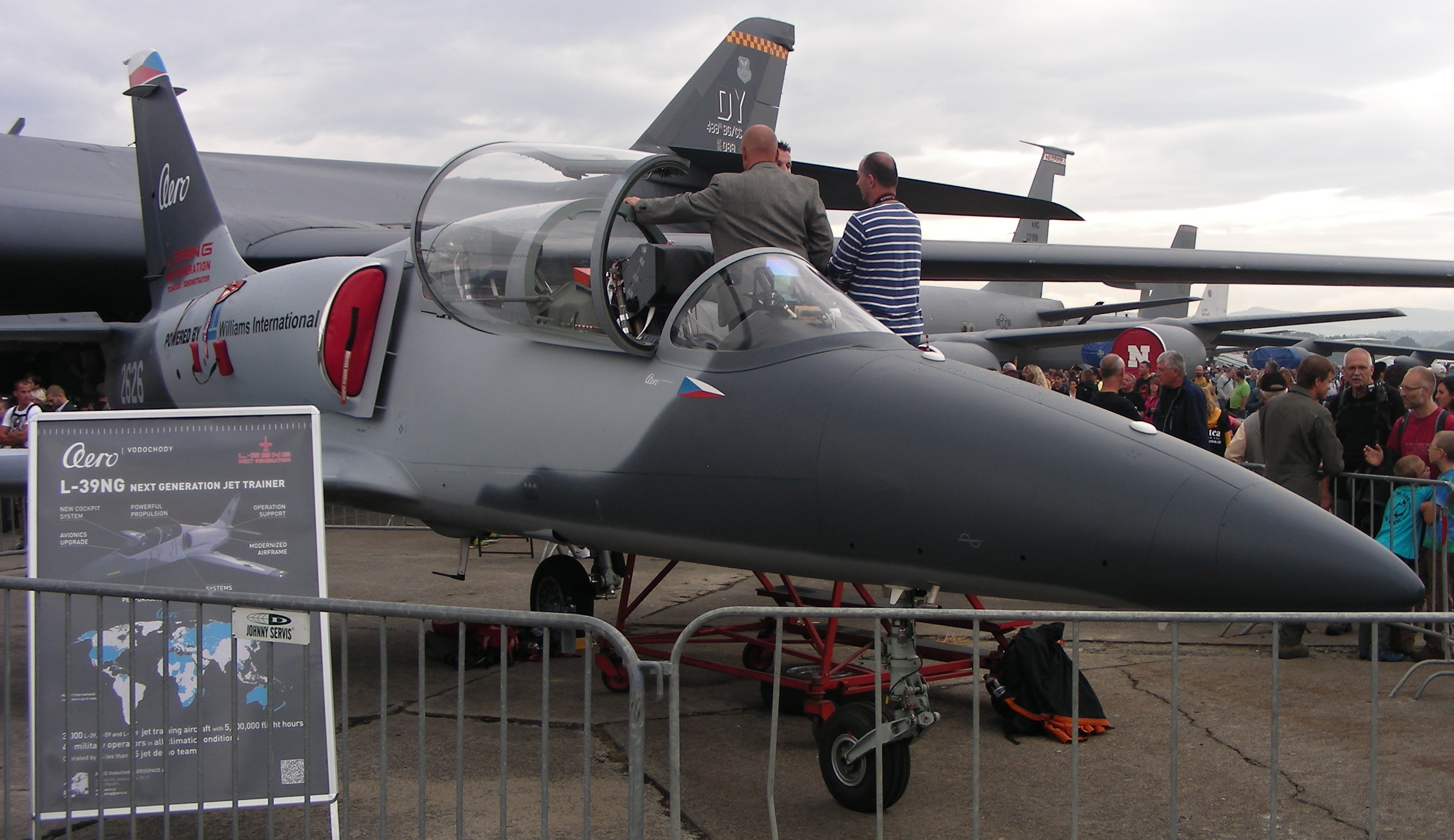
L-39CW na Dnech NATO 2016
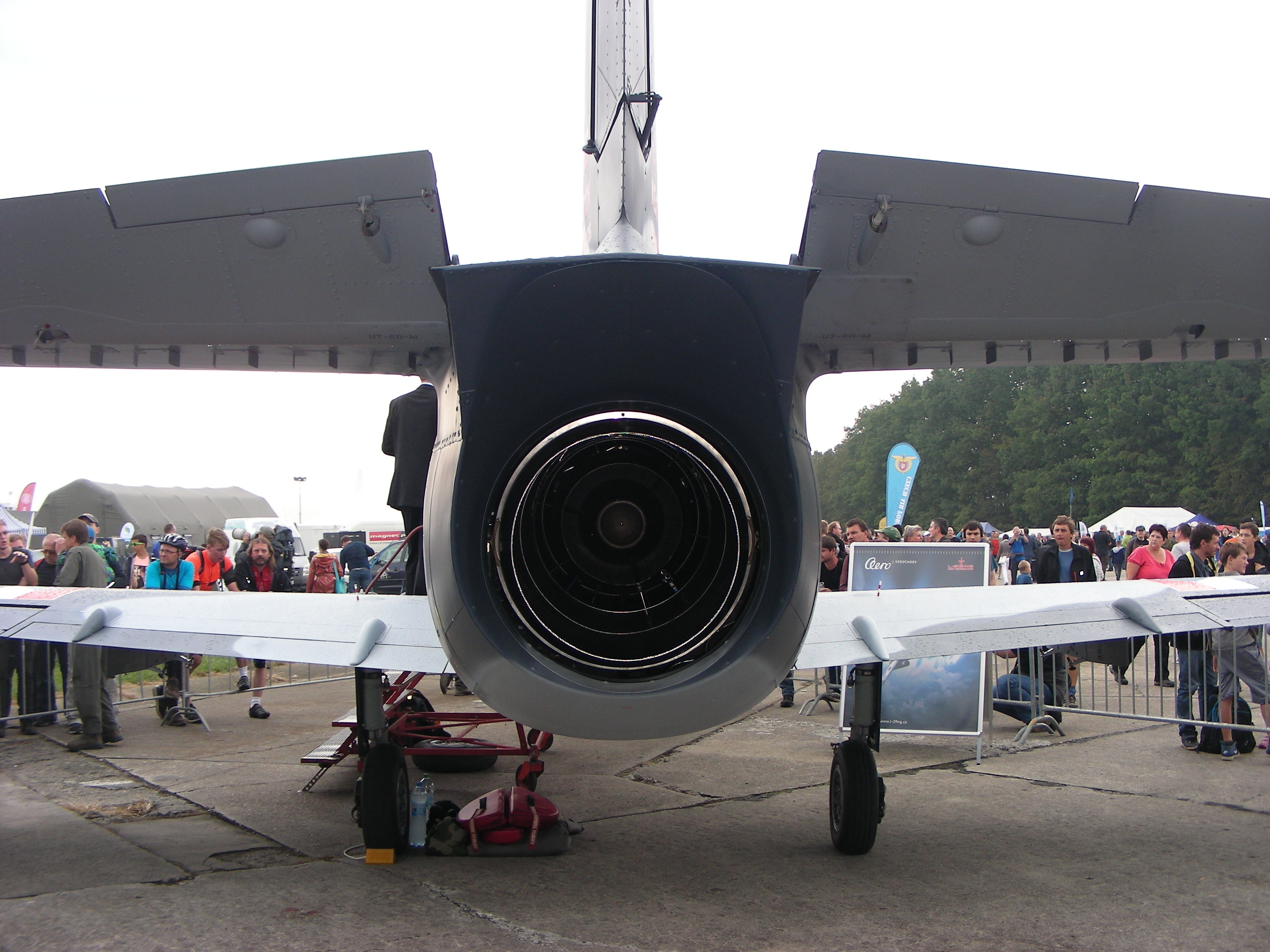
Výstupní tryska motoru Williams FJ44-4M letounu L-39CW
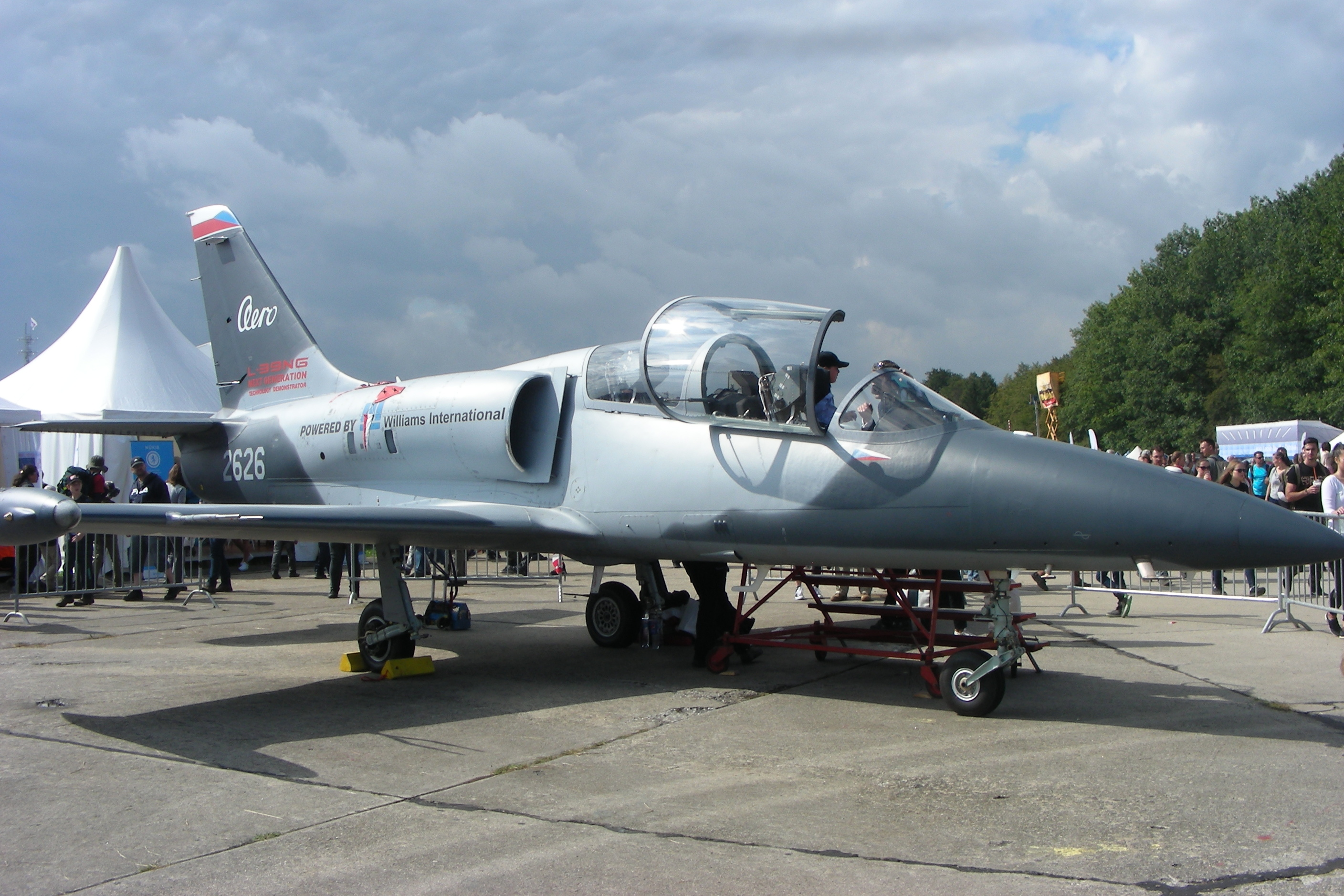
L-39CW ev. č. 2626

### Nový letoun L-39 Skyfox (L-39NG)

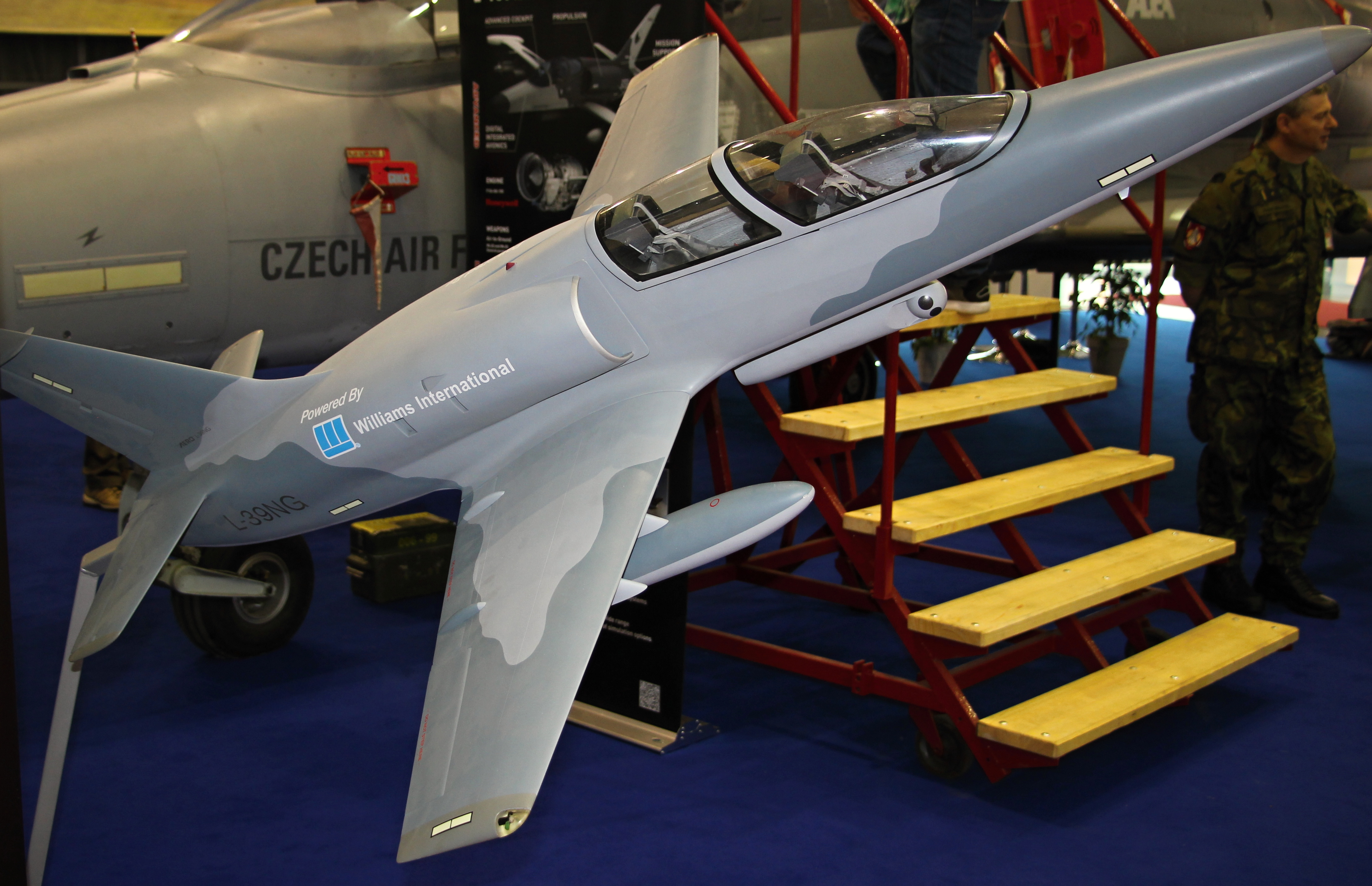
Model letounu L-39NG

Druhou fázi představuje zcela nový letoun L-39 Skyfox (L-39NG) vybavený „mokrým křídlem“ (tj. s vnitřní zásobou paliva přímo v utěsněném křídle), které nahradilo původní křídlo s charakteristickými koncovými nádržemi vřetenového tvaru. Konstrukce letounu, na níž byly částečně využity kompozitní materiály, jejichž výhodou je vyšší odolnost a menší hmotnost, se dále vyznačuje kratší přídí, zmenšenými sacími otvory motoru či větším stupněním pilotní kabiny s novým překrytem. Stejně jako modernizované letouny první fáze mají stroje L-39 Skyfox (L-39NG) motory FJ44-4M s elektrickým startováním a plně digitálním řízením FADEC, jakož i avioniku odpovídající potřebám výcviku pilotů moderních bojových letounů. Plně digitální avionika (od amerického výrobce Genesys Aerosystems) bez mechanické zálohy nabízí otevřenou architekturu a zahrnuje průhledový displej HUD-39 (společnosti SPEEL Praha) či dvě obrazovky MFD IDU-680 6×8 palců.
Primárně cvičný letoun L-39 Skyfox (L-39NG) je sekundárně určen i k bitevním úkolům v konfliktech nižší intenzity, což zahrnuje hlídkové či protipovstalecké operace. Výzbroj je nesena na pěti závěsnících, po dvou pod každým křídlem a jednom podtrupovém. Konkrétní skladbu výzbroje určuje zákazník; může se jednat například o kulometné pouzdro HMP 250 nebo HMP 400 s kulometem M3P ráže 12,7 mm, řízené či neřízené rakety ráže 70 mm, pumy Mk. 82 o hmotnosti 227 kg (včetně naváděné varianty GBU-12 Paveway II) nebo protiletadlové řízené střely AIM-9 Sidewinder.

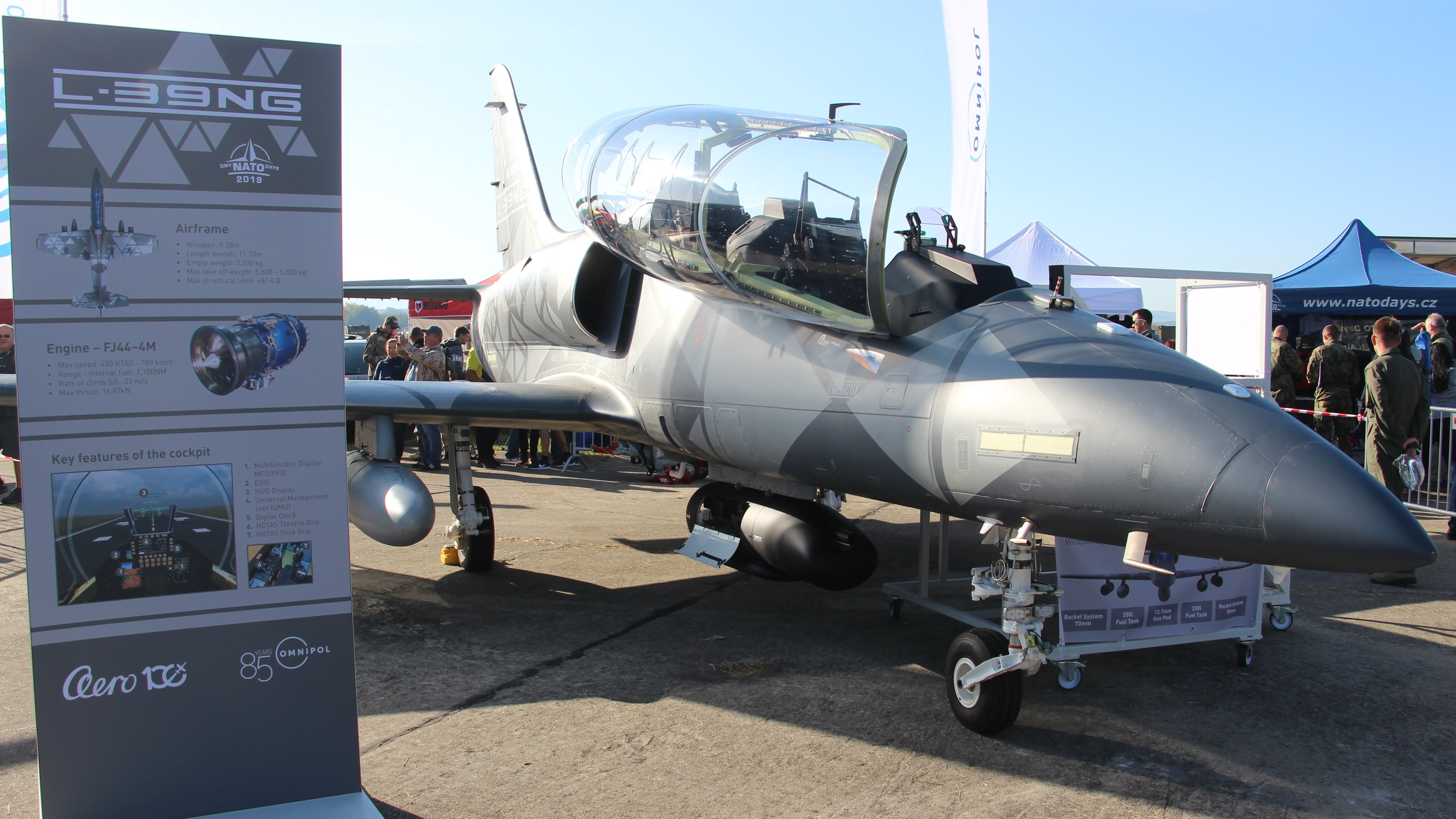
První veřejné představení L-39NG na Dnech NATO 2019
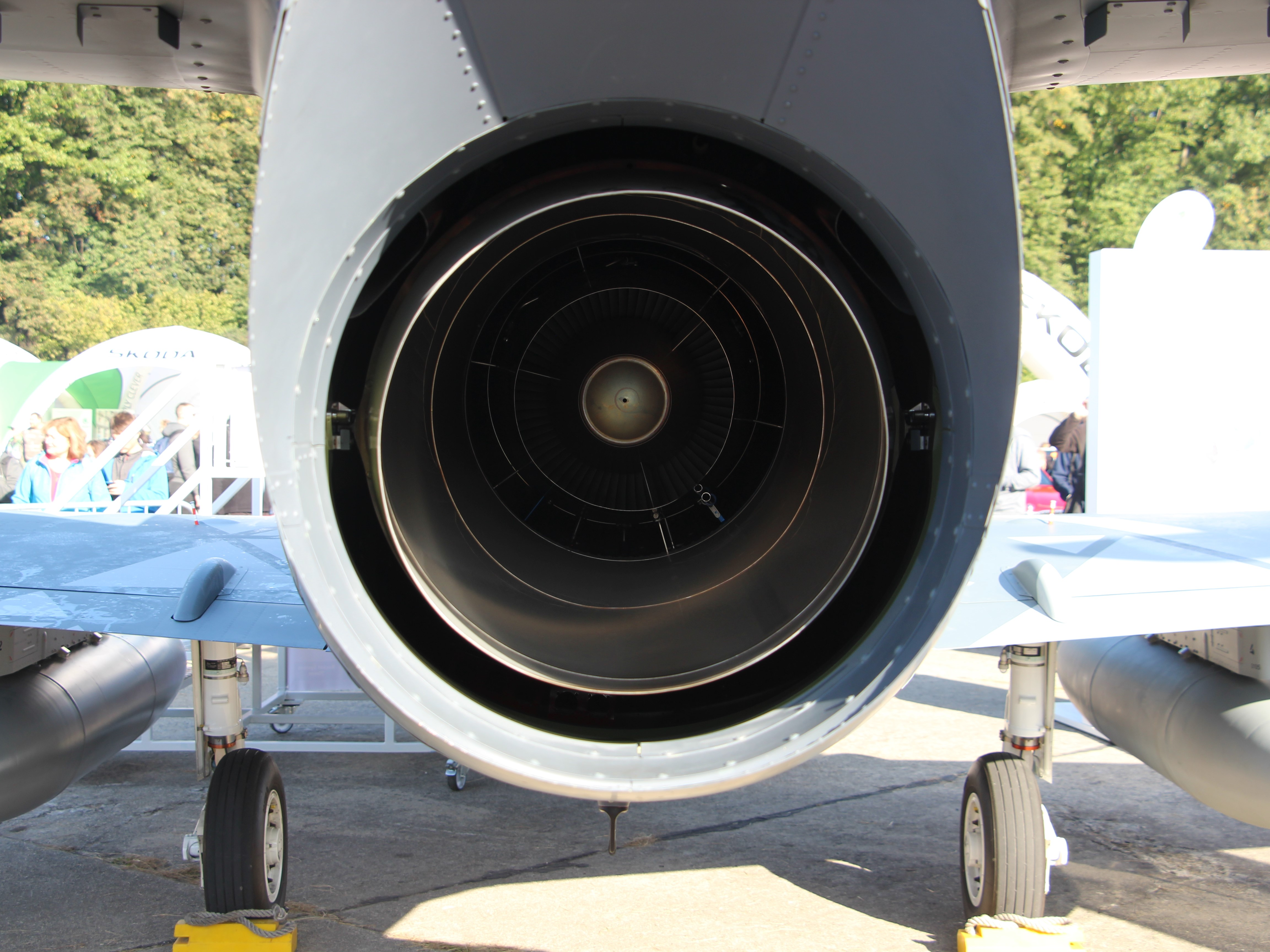
Výstupní tryska motoru Williams FJ44-4M letounu L-39NG
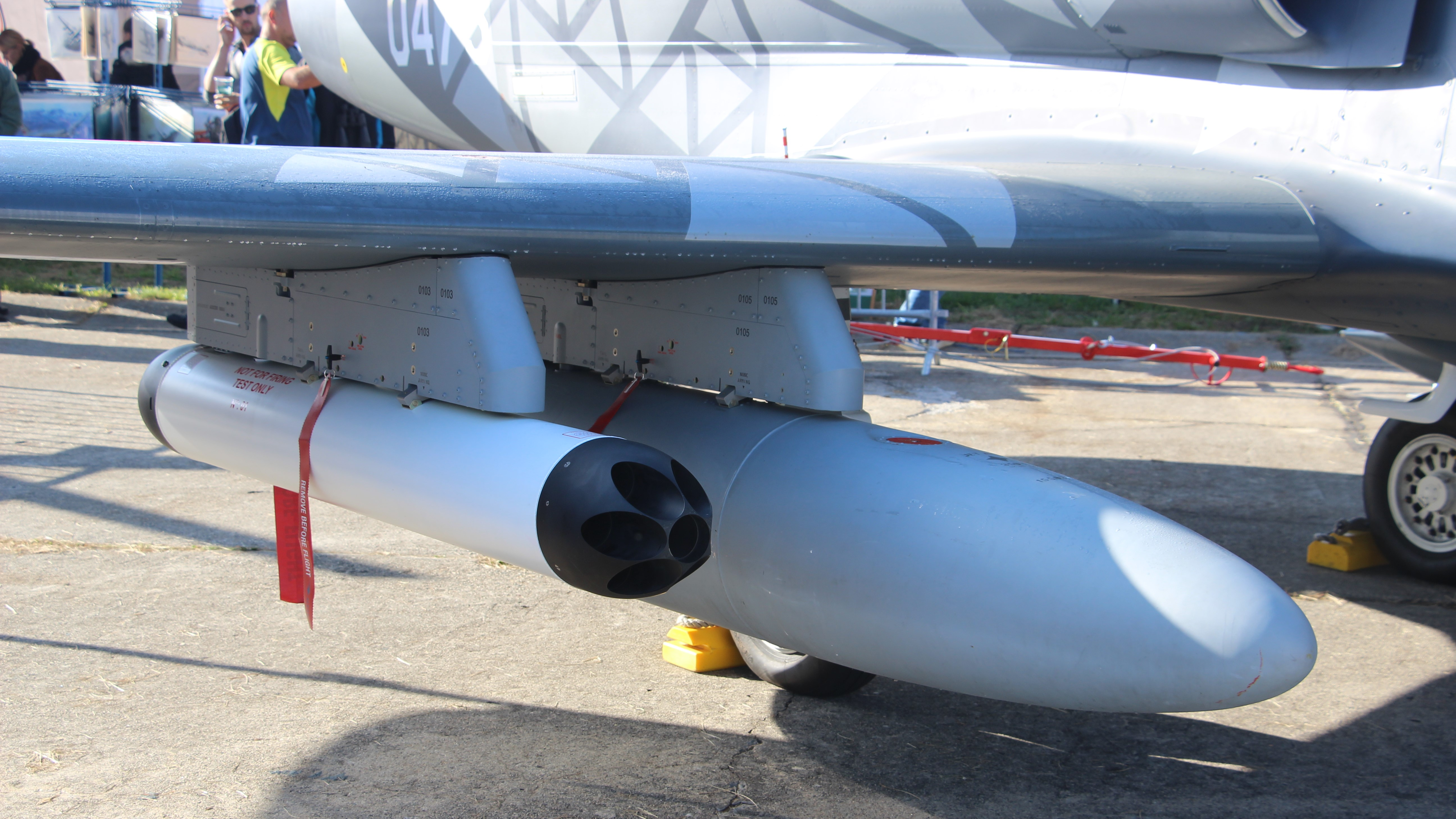
Raketnice LAU-32 a 350l přídavná nádrž

## Nový název L-39 Skyfox

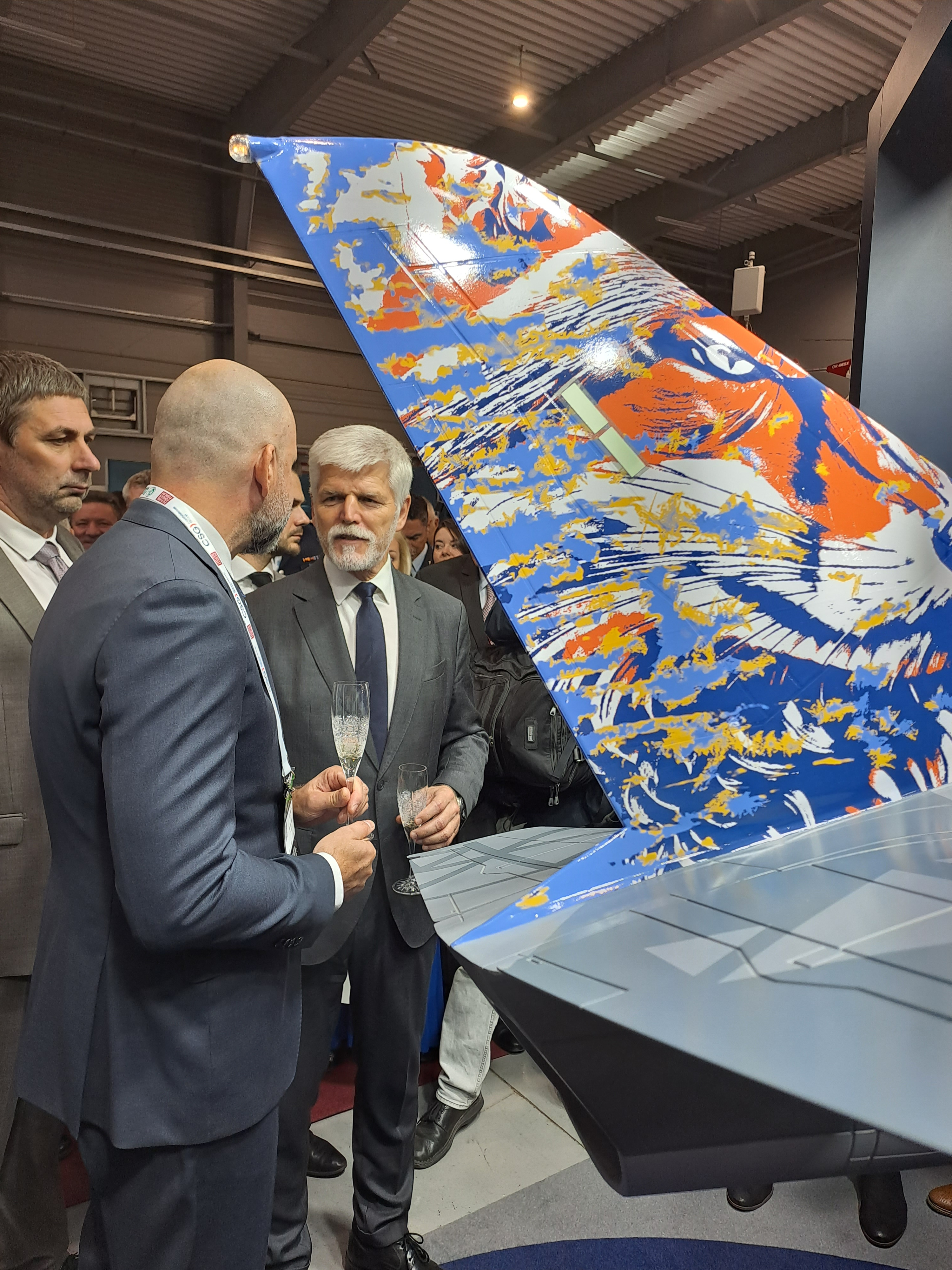
Křest cvičného letounu Aero L-39 Skyfox

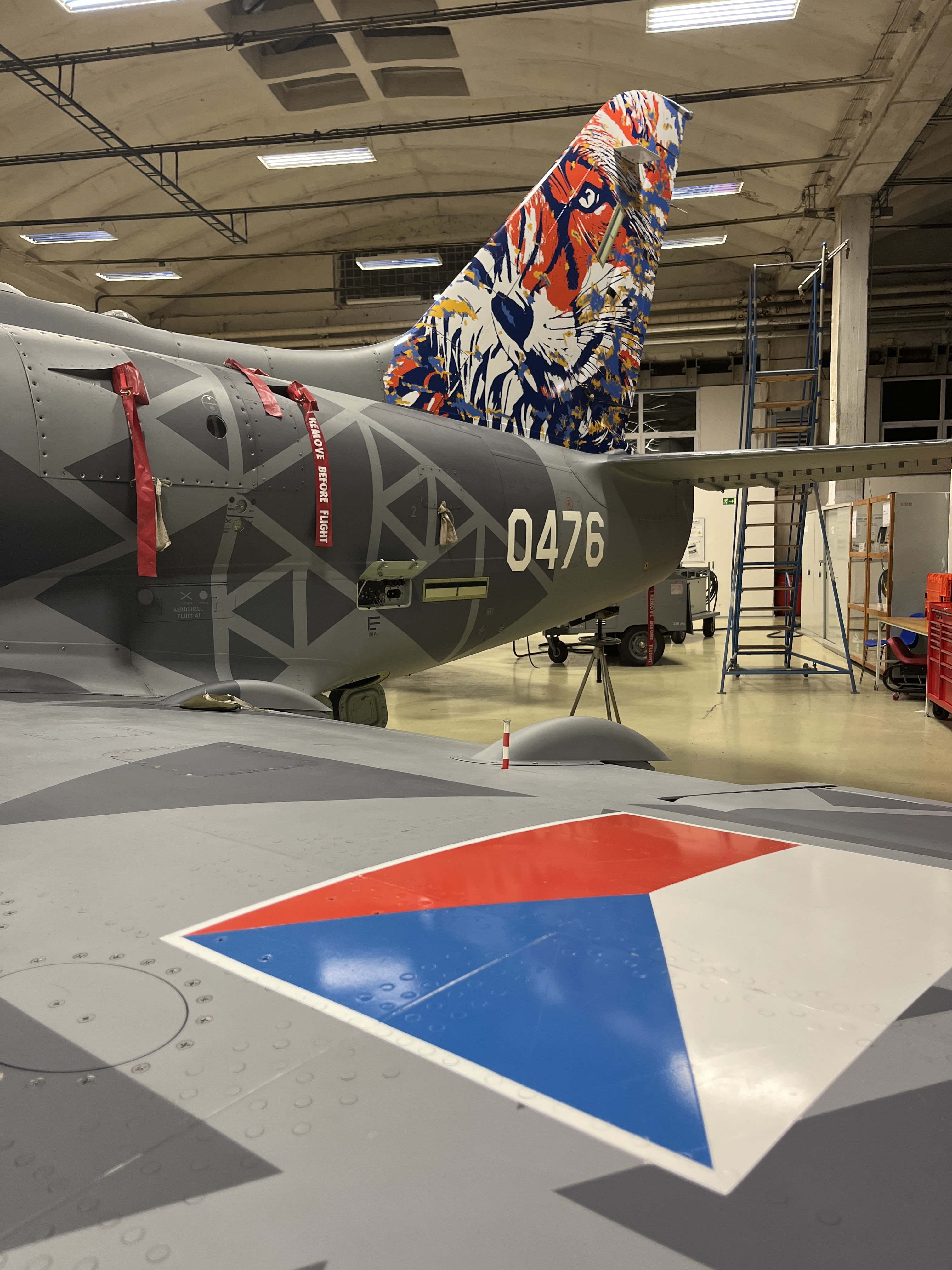
Směrovka cvičného letounu Aero L-39 Skyfox

V roce 2024 došlo k přejmenování letounu Aero L-39NG na nový název Aero L-39 Skyfox. Název čerpá inspiraci z dlouholeté tradice úspěšných československých letounů, jako jsou L-29 Delfín a L-39 Albatros, a zároveň vystihuje  vlastnosti nového cvičného stroje. Na vlastnosti letounu odkazuje i v názvu obsažené anglické slovo fox, které v češtině znamená liška. Název letounu Aero představilo při mezinárodní výstavě a konferenci Future Forces Forum 2024 v Praze, akce se zúčastnil i prezident Petr Pavel, který zmínil důležitou roli české letecké výroby.
Sériová výroba cvičného letounu L-39 Skyfox byla zahájena v květnu 2023. Aktuálně se na výrobním procesu podílí zhruba 600 subdodavatelů, přičemž 400 z nich pochází z České republiky. Na začátku roku 2024 Aero dosáhlo požadovaného výrobního tempa jednoho letounu za měsíc. V roce 2026 by produkce měla stoupnout na 18 letounů ročně.

## Varianty

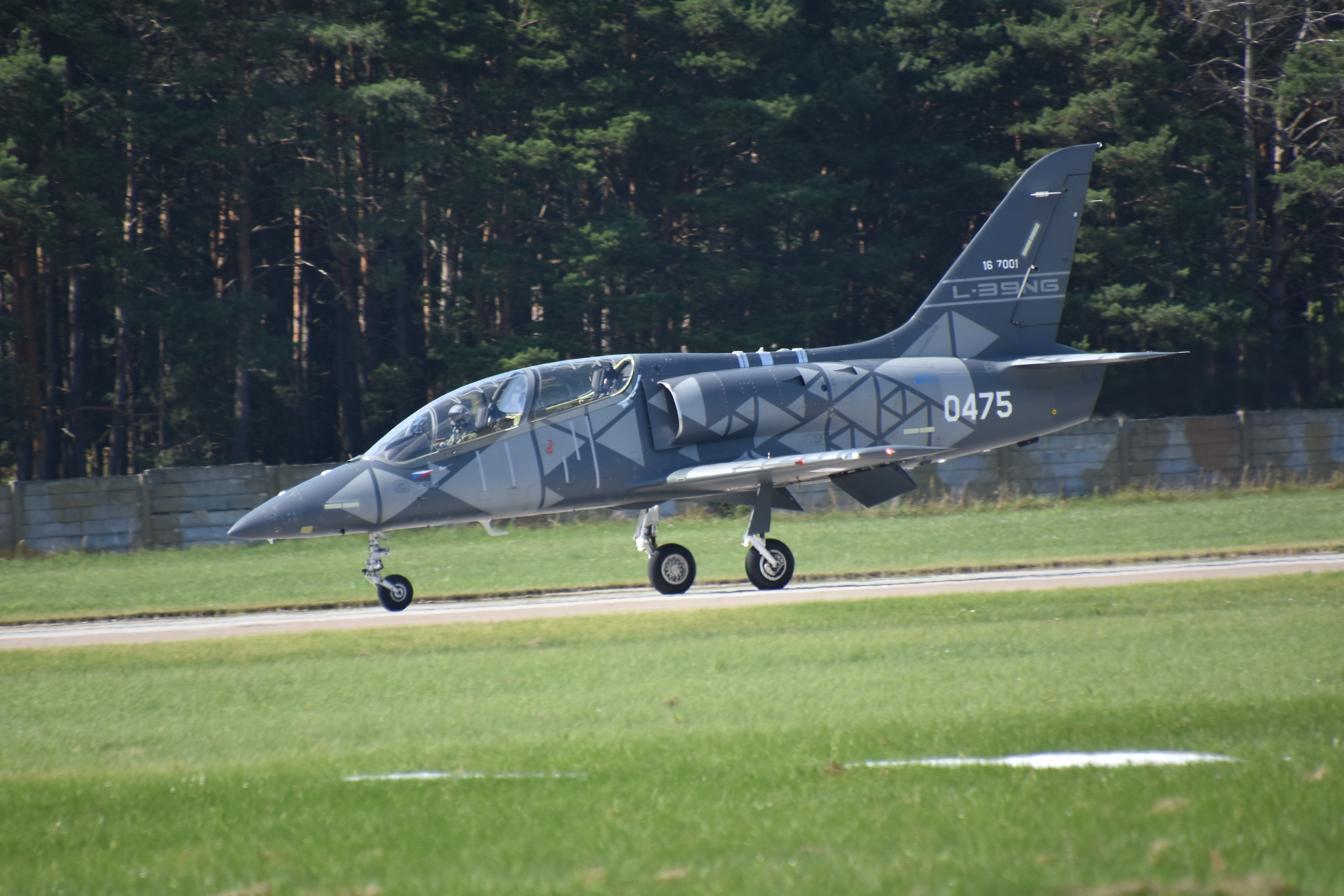
První prototyp L-39NG ev. č. 0475

- L-39CW

Modernizace starších letounů L-39, nový motor, moderní avionika.
- L-39NG.A1

Cvičná verze pro země mimo NATO.
- L-39NG.T1

Cvičná verze pro Česko a Maďarsko.

## Objednávky
První sériový stroj výrobního čísla 7005 byl zalétán v dubnu 2023, přičemž k 31. srpnu 2023 byl výhled výroby 34 strojů.

### Státní provozovatelé
Česko
- Státní podnik LOM Praha podepsal v listopadu 2022 kontrakt na čtyři letouny L-39 Skyfox (L-39NG) pro Centrum leteckého výcviku Pardubice, smlouva obsahuje i opci na další čtyři stroje.[19]

 Maďarsko
- Maďarské letectvo objednalo v dubnu 2022 12 strojů.[20] Z toho 8 letounů ve cvičné konfiguraci a 4 v průzkumné konfiguraci. Ke 30. květnu 2025 byly Maďarským vzdušným silám předány 3 letouny L-39 Skyfox.[21][22] Průzkumná konfigurace bude vybavena elektrooptickým systémem EO/IR pro identifikaci a sledování stacionárních i pohyblivých pozemních cílů.[23]

 Vietnam
- Vietnamské ministerstvo obrany podepsalo v únoru 2021 kontrakt na dodávku 12 letounů L-39NG.[24] První trojice letounů byla vietnamskému letectvu dodána počátkem roku 2024.[9] Převzetí prvních šesti strojů L-39NG.A1 proběhlo do srpna 2024.[25] Poslední stroje byly dodány v březnu 2025.[26]

### Nestátní provozovatelé
Francie
- Akrobatická skupina Breitling Jet Team objednala modernizaci L-39 v roce 2015.[27]

 Portugalsko
- Společnost SkyTech roku 2018 objednala 10 kusů L-39NG s opcí na dalších 6 kusů.[28]
- Tento obchod nicméně nakonec nebyl realizován.

 Spojené státy americké
- Společnost RSW Aviation, která je poskytovatelem leteckého výcviku různým ozbrojeným silám, objednala v roce 2018 12 strojů L-39NG (plus modernizaci šesti starých L-39 na verzi L-39CW).[28]

- Společnost Draken International si také objednala modernizaci stávajících strojů.[27]

### Potenciální provozovatelé
Ghana
- Ghanské letectvo – v srpnu 2021 projevilo ghanské ministerstvo obrany zájem o šest letounů L-39NG v bojové verzi, které měly zřejmě nahradit nevyhovující Hongdu K-8G.[29] Dne 17. prosince 2021 byl nákup parlamentem Ghany schválen, výsledná cena měla činit 111,4 milionů eur.[30] V lednu 2022 ale vyšlo najevo, že ghanské ministerstvo obrany přerušilo jednání, aby zvážilo alternativní návrh ze Spojených států, které nabízely letadla Embraer/Sierra Nevada A-29 Super Tucano a Textron AT-6C Wolverine. I přes návštěvu náměstka ministra zahraničí Ghany Thomase Mbomby v Aeru Vodochody v září 2022 jednání pravděpodobně zamrzla a strany dále spolu již nejednají.[zdroj⁠?!]

 Rakousko
- Rakouské letectvo v roce 2023 projevilo zájem o 12 až 18 lehkých cvičných a útočných letounů.[31][32] V prosinci 2024 však ve výběru uspěl konkurenční italský typ Alenia Aermacchi M-346FA.[33]

 Senegal
- Senegalské letectvo se v roce 2018 předběžně dohodlo s výrobcem na nákupu 4 kusů letounů v bojové verzi. Na jaře 2020 ale bylo oznámeno, že se nákup odsouvá na neurčito z důvodu nedořešeného financování a probíhající pandemie covidu-19.[34]

 Slovensko
- V roce 2020 plánovalo slovenské ministerstvo obrany na další roky pořízení 8–10 nových cvičných letounů. Jednou z možností byl L-39NG (L-39 Skyfox).[35] Podle prohlášení slovenského ministra obrany Roberta Kaliňáka z dubna 2025, plánuje Slovensko nákup několika strojů L-39 Skyfox.[36]

## Specifikace (L-39 Skyfox)

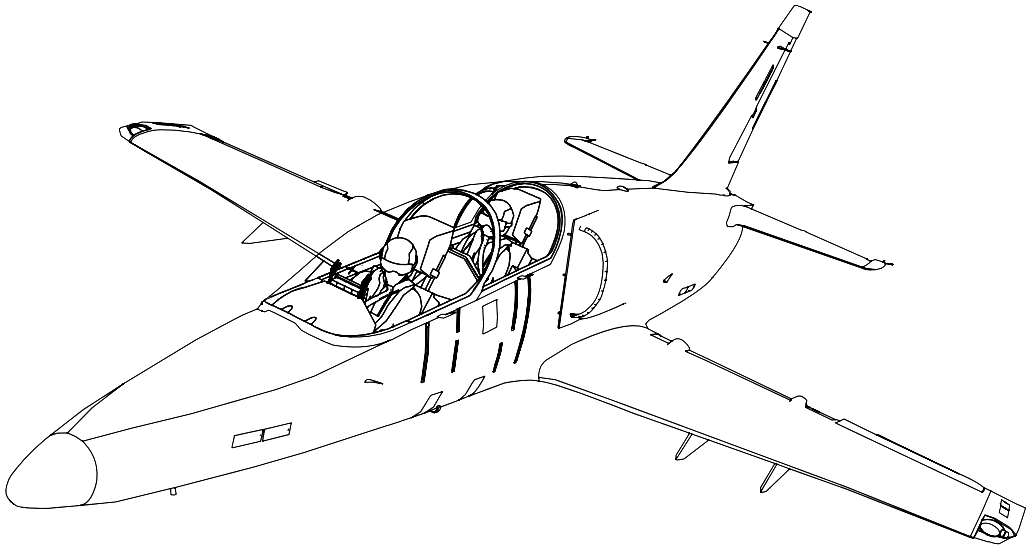
Nákres L-39NG

Údaje pro nově vyrobené L-39 Skyfox (L-39NG):

### Technické údaje
- Posádka: 2
- Rozpětí: 9,38 m
- Délka: 11,83 m
- Výška: 4,87 m
- Nosná plocha: 19,20 m²
- Prázdná hmotnost: 3 280 kg
- Maximální vzletová hmotnost : 5 600 kg
- Pohonná jednotka: 1× dvouproudový motor Williams International FJ44-4M
- Tah pohonné jednotky: 16,86 kN

### Výkony
- Maximální rychlost: 907 km/h nebo 0,8 Mach[38]
- Dostup: 10 670 m
- Stoupavost: 23 m/s
- Dolet bez přídavných palivových nádrží: 1 900 km
- Dolet s přídavnými palivovými nádržemi: 2 500 km
- Maximální strukturální limit: +8/-4 G

### Výzbroj
- 5 závěsných bodů (4 pod křídly, 1 pod trupem) pro kanónové či průzkumné podvěsy, bomby a neřízené rakety nebo přídavné palivové nádrže na 2 „mokrých“ závěsech – celková maximální hmotnost podvěsů: 1 640 kg